# 博讷 (上萨瓦省)
博讷（法語：Bonne，法語發音：[bɔn] ⓘ）是法国上萨瓦省的一个市镇，属于圣于连昂热讷瓦区。

## 地理
博讷（46°10'6"N, 6°19'14"E）面积8.58 平方千米，位于法国奥弗涅-罗讷-阿尔卑斯大区上萨瓦省，该省份为法国东部省份，历史上为薩伏依的一部分，北与瑞士接壤，西接安省，南至萨瓦省，东与瑞士和意大利接壤。
与博讷接壤的市镇（或旧市镇、城区）包括：阿尔塔-圣母桥村、克朗沃-萨勒、菲兰日、吕桑日、楠日。

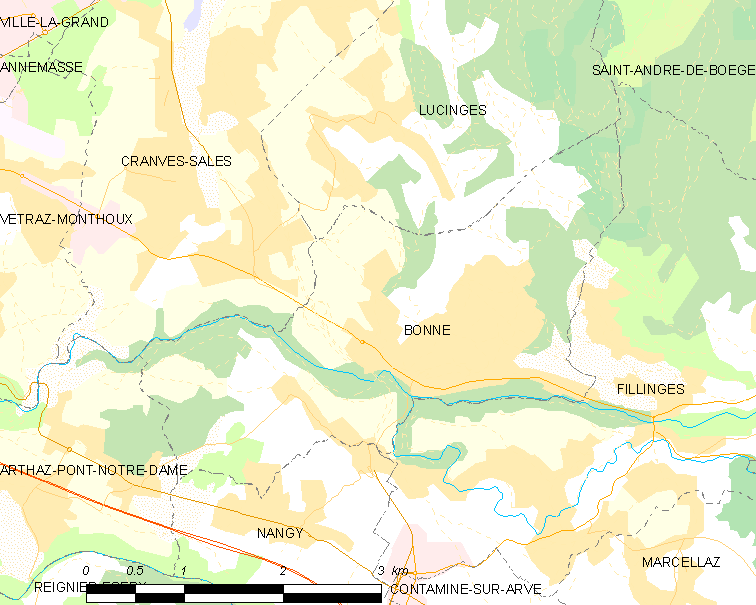
的OSM定位图

博讷的时区为UTC+01:00、UTC+02:00（夏令时）。

## 行政
博讷的邮政编码为74380，INSEE市镇编码为74040。

## 政治
博讷所属的省级选区为加亚尔县。

## 人口

1962-2008年间人口变化图示

博讷于2022年1月1日时的人口数量为3268人。